# فخر الدين الأخلاتي
فخر الدين الأخلاتي (ازدهر في القرن الثالث عشر)، عالم فلك مسلم كردي، من أخلات في منطقة محافظة بدليس في منطقة الأناضول الشرقية الواقعة حالياً في تركيا، عمل في مرصد مراغة.، وقد كان من أوائل النخبة التي وظَّفها الطوسي، للعمل في مرصد مراغة. وقد كانت حياته في فترة معاصرة لسقوط بغداد على يد المغول.